# 梅克倫堡-施威林的路易絲
梅克倫堡-施威林的路易絲（德語：Luise zu Mecklenburg-Schwerin，1824年5月17日—1859年3月9日），梅克倫堡-施威林大公保羅·腓特烈的女兒，母親是普魯士的亞歷山德琳。

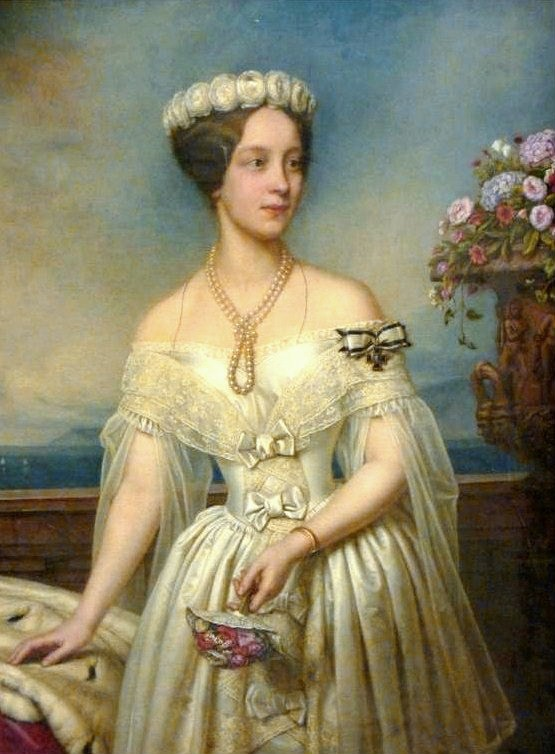

## 家庭
1849年，路易絲與于格·馮·溫迪許-格拉茲（Hugo von Windisch-Graetz）結婚，兩人共有1子3女：
1. 亞歷山德琳（1850年—1933年）
2. 奧爾加（1853年—1934年）
3. 于格（1854年—1920年）
4. 瑪麗（英语：Princess Marie of Windisch-Graetz）（1856年—1929年）